# (365130) Birnfeld
(365130) Birnfeld est un astéroïde de la ceinture principale.

## Description
(365130) Birnfeld est un astéroïde de la ceinture principale. Il fut découvert le 23 février 2009 à Calar Alto par Felix Hormuth. Il présente une orbite caractérisée par un demi-grand axe de 2,34 UA, une excentricité de 0,14 et une inclinaison de 6,8° par rapport à l'écliptique.

## Compléments